# Predrag Počuča
Predrag Pocuca (sinh 24 tháng 1 năm 1986) là một cầu thủ bóng đá Croatia thi đấu cho BSK Borča.
Sinh ra ở Ogulin, Croatia, trở lại Nam Tư, anh thi đấu cho FK Partizan, FC Sopron, UTA Arad và KS Besa Kavaje ở châu Âu. Ở châu Á, anh thi đấu cho đội bóng ở Malaysia Premier League 2014 Sabah FA dưới sự dẫn dắt của huấn luyện viên trưởng Milomir Seslija.